# Orgie sanglante
Série
Orgie sanglante 2
(2002)
Pour plus de détails, voir Fiche technique et Distribution.
Orgie sanglante ou Fête sanglante ou La Fête sanglante ou Blood Feast (Blood Feast) est un film américain de Herschell Gordon Lewis, sorti en 1963, qualifié de premier film gore de l'histoire du cinéma.

## Synopsis
Quand madame Fremont engage le fanatique égyptien Fuad Ramses comme traiteur pour le mariage de sa fille Suzette, elle commet l'erreur culinaire du siècle. Fuad prépare un festin sanglant fait de membres humains de jeunes femmes qu'il prend comme victimes et qu'il découpe à la machette, perpétuant un ancien rite égyptien, afin d'honorer une Déesse. Prenant la jambe d'une femme qui prend un bain, le cerveau d'une autre sur la plage et la langue d'une blonde sexy, Fuad planifie d'ajouter Suzette au menu.

## Fiche Technique
- Titre original : Blood Feast
- Réalisation : Herschell Gordon Lewis
- Scénario : Allison Louise Downe
- Musique originale : Herschell Gordon Lewis
- Montage : Frank Romolo et Robert L. Sinise
- Photographie : Herschell Gordon Lewis
- Production : David F. Friedman
- Budget : 24,500 $ (estimation)
- Pays d'origine :  États-Unis
- Langue : Anglais
- Format : Couleur (Eastmancolor) - 35 mm - Mono
- Genre : horreur
- Durée : 67 minutes
- Dates de sortie : 
  -  États-Unis : 6 juillet 1963
  -  France : frappé d'interdiction totale en 1967[2]

## Distribution
- William Kerwin : Det. Pete Thornton (Thomas Wood)
- Mal Arnol : Fouad Ramses
- Connie Mason : Suzette Fremont
- Lyn Bolton : Mlle. Dorothy Fremont
- Scott H. Hall : Franck, capitaine de police
- Christy Foushee : Trudy Sanders (Toni Calvert)
- Ashlyn Martin : Marcy, la fille sur la plage
- Sandra Sinclair : Pat Tracey
- Gene Courtier : Tony, le garçon sur la plage
- Louise Kamp : Janet Blake/la victime du sacrifice
- Al Golden : Dr. Flanders

## Production
C'est le premier film de la Blood Trilogy (« Trilogie sanglante ») du réalisateur Herschell Gordon Lewis (The Wizard of Gore) et produit par David F. Friedman (The Adult Version of Jeckyl & Hyde). Suivront 2000 maniaques (1964) et Color Me Blood Red (1965).

## Suite
Herschell Gordon Lewis lui donnera une suite en 2002 : Orgie sanglante 2.